# Letheobia episcopus
Espèce
Synonymes
- Rhinotyphlops episcopus Franzen & Wallach, 2002

Statut de conservation UICN

 DD  : Données insuffisantes
Letheobia episcopus est une espèce de serpents de la famille des Typhlopidae. 

## Répartition
Cette espèce est endémique du Sud-Est de la Turquie.

## Publication originale
- Franzen & Wallach, 2002 : A new Rhinotyphlops from southeastern Turkey (Serpentes: Typhlopidae). Journal of Herpetology, vol. 36, no 2, p. 176-184